# Midnattssolsrallyt

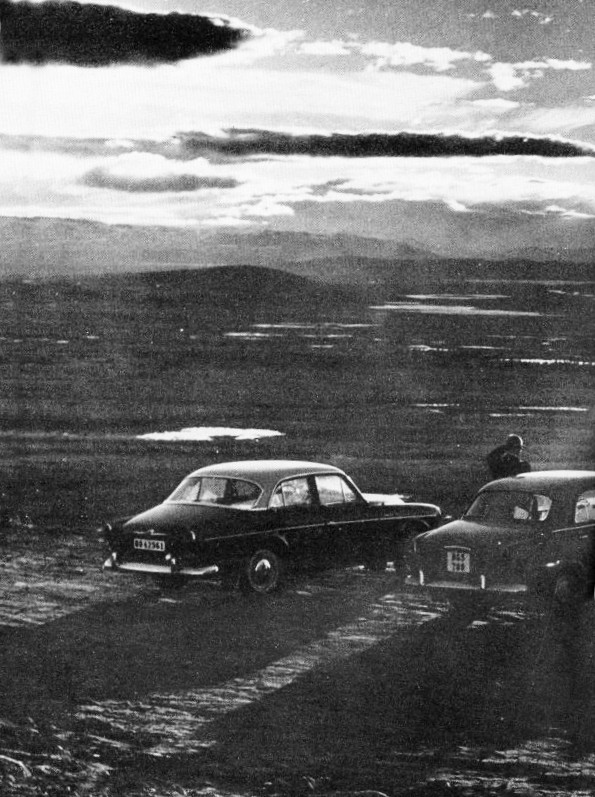
Midnattssolsrallyt 1964.

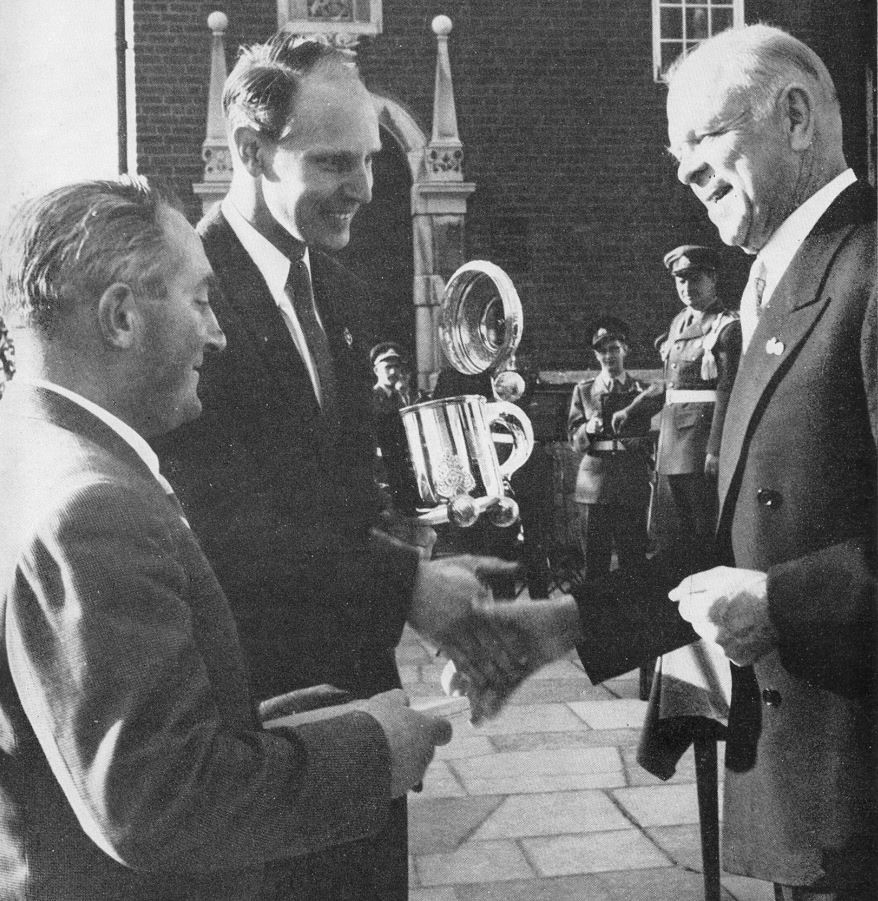
Ernst Nilson överräcker i samband med Midnattssolsrallyt 1958 segerpokalen till Gunnar Andersson och Niels-Peter Ellemann Jacobsen. Platsen är Östersunds rådhustrappa.

Midnattssolsrallyt kördes ursprungligen första gången 1950 och sista gången 1964. Året därpå började tävlingen köras vintertid och fick då namnet Svenska Rallyt. År 2000 återupptogs traditionen, då som en deltävling i Svenska Rallyt i Jämtland. Sedan 2006 körs det som ett veteranbilsrally och de bilar som deltar i detta rally får inte vara nyare än årsmodell 1990. Midnattssolsrallyt grundades 1950 av bildirektören Ernst S. Nilson.
- 1964 Tom Trana / Gunnar Thermaenius / Volvo PV 544
- 1963 Berndt Jansson / Erik Pettersson / Porsche 356 Carrera
- 1962 Bengt Söderström / Bo Olsson / BMC Cooper
- 1961 Carl-Magnus Skogh / Rolf Skogh / Saab 96
- 1960 Carl-Magnus Skogh / Rolf Skogh / Saab 96
- 1959 Eric Carlsson / Mario Pavoni / Saab 93
- 1958 Gunnar Andersson / Niels-Peder Ellemann-Jakobsen / Volvo PV 444
- 1957 Ture Jansson / Lennart Jansson / Volvo PV 444 LS
- 1956 Harry Bengtsson / Åke Righard / VW Typ 1
- 1955 Allan Borgefors / Åke Gustavsson / Porsche 356
- 1954 Carl-Gunnar Hammarlund / Erik Pettersson / Porsche 356
- 1953 Sture Nottorp / Bengt Jonsson / Porsche 356
- 1952 Olof "Grus-Olle" Persson / Olof Norrby / Porsche 356
- 1951 Gunnar Bengtsson / Sven Zetterberg / Talbot Lago T26GS
- 1950 Per-Fredrik Cederbaum / Bertil Sohlberg / BMW 327/328

## Sträckorna
2000 arrangerades Midnattssolsrallyt i Jämtland av Offerdals MK, Jämtlands MK och KAK den 16-17 juni.
2002 kördes det 28-29 juni av samma arrangörer som år 2000 i samarbete med klubbar inom Mellannorrlands Bilsportförbund. 2003 arrangerade de istället Snow Rally och namnet Midnattssolsrallyt vilade till 2006 när det återuppstod igen, nu som en tävling för historiska rallybilar.
2006
var starten för rallyt i Hörby 27 juni och efter nattuppehåll i Trollhättan, Uppsala och Söderhamn kom slutmålet att vara Stortorget i Östersund natten mot 1 juli. 
Totalsträckan är ca 1 500 km varav 150 km specialsträckor och specialprov. Bland deltagarna finns kända förare som "Erik Carlsson på taket" som körde en likadan Saab som han körde i Monte Carlo-rallyt 1963.
2007
Kristianstad till Stockholm via Jönköping och Örebro. Målgång vid Armémuseum. 
Nytt för 2007 var att bilar till och med årsmodell 1980 fick vara med i tävlingen.
2008
Kristianstad till Karlstad via Jönköping och Motala. Målgång på Färjestads travbana.
Nytt för 2008 var att bilar till och med årsmodell 1981 fick vara med i tävlingen.
2009
Jönköping till Karlskoga via Trollhättan och Årjäng.
2010
Jönköping till Västerås via Trollhättan och Karlstad. Målgång vid Fiskartorget.
2011
Nytt upplägg med Rocklundaområdet i Västerås som centrum och rallyt uppdelat i tre delar. Första dagen kördes specialsträckor i Bergslagen, andra dagen specialsträckor i Roslagen och tredje dagen kördes specialsträckor i Södermanland. Rallyt startade och avslutades med en publiksträcka inne på Rocklundaområdet.
2012
Samma upplägg som 2011 med Rocklundaområdet i Västerås som centrum och rallyt uppdelat i tre delar med specialsträckor i Bergslagen, Roslagen och Södermanland. Rallyt startade med en publiksträcka inne på Rocklundaområdet.
2013
Rallyt tre etapper kördes med Färjestads Travbana i Karlstad som centrum. De tre etapperna hade uppehåll i Årjäng, Arvika och Lindesberg. Rallyt inleddes med en publiksträcka på Kalvholmens motorbana i Karlstad. Nytt för året var att bilar tillverkade till och med 1985 fick delta i tävlingen, och att endast en klass kördes i Regularity.
2014
Samma upplägg som 2012 med Rocklundaområdet i Västerås som centrum och rallyt uppdelat i tre delar med specialsträckor i Bergslagen, Roslagen och Södermanland. Rallyt startades och avslutades med en publiksträcka inne på Rocklundaområdet. Nytt för året var att ingen totalsegrare utsågs, enbart klassvinnare.
2015
Rocklundaområdet i Västerås var centrum och rallyt var uppdelat i tre delar med uppehåll i Lindesberg, Forsmarks Bruk och i Skinnskatteberg. Rallyt startades  med en publiksträcka inne på Rocklundaområdet och avslutades med en publiksträcka i centrala Västerås. I Regularity kördes två klasser: Elite och Sport. Utöver det fanns en Uppvisningsklass som deltog utom tävlan.
2016 Vimmerby var centrum för Midnattssolsrallyt. Likt tidigare år kördes tre etapper med uppehåll i Eksjö, Oskarshamn och Västervik. Rallyt startade med en publiksträcka inne i Vimmerby. I klassen Historic Rally var bilar tillverkade till och med 1990 tillåtna, medan både Regularity Elite och Regularity Sport hade kvar 1985 som årsmodellsgräns.
2017 Vimmerby var centrum för Midnattssolsrallyt för andra året i rad. Tre etapper kördes med uppehåll i Oskarshamn, Eksjö och Vimmerby. Rallyt startade med en publiksträcka i Hultsfred och nytt för året var bland annat att det tillkom ytterligare en publiksträcka (i Vimmerby) under rallyts gång.
2018 Tredje året med Vimmerby som centralort, med uppehåll i Kisa, Oskarshamn och Eksjö. Bland årets nyheter märks att årsmodellgränsen för Regularity har ändrats till 1990. Segerpriset går från och med 2018 till snabbaste tvåhjulsdrivna bil (2WD) i Historic. Snabbaste fyrhjulsdrivna bil (4WD) får en nyinstiftat vandringspris.
2019 Örebro som centralort med uppehåll i Hällefors, Askersund och Hjälmare Docka. Nytt för året är att endast tvåhjulsdrivna bilar tillverkade före 1990 är tillåtna och att föraren måst vara minst 40 år gammal.
2020 Inställt på grund av Covid-19-pandemin
2021 Inställt på grund av Covid-19-pandemin
2022 Rallyt kördes den 6-9 juli med Gelleråsen Arena (Karlskoga Motorstadion) som start och målplats. Lunchuppehåll på de tre etapperna var Färjestads Travbana i Karlstad, Askersund och Kägleborgs motorbana. Nytt för året är att endast klassen Historic körs.
2023 Midnattssolsrallyt kördes den 29 juni till den 1 juli. Tolv specialsträckor från Finspång i norr, Kisa i söder och Motala i väster med Linköping och Saab Arena som nav med serviceplats, start och mål. Nytt för året var att ingen totalsegrare utsågs, enbart klassvinnare.  

## Segrare efter 2006
- 2023 Historic Rally (Endast klassvinnare utses - ingen totalvinnare)[6]
- Klass 1  Ingen startande
- Klass 2  Per-Arne Sjöstedt/Mikael Ence, Haninge MK, Saab Sport
- Klass 3  Håkan Örnerdal/Arne Nörager, Norrköpings MK, Renault 8 Gordini
- Klass 4  Magnus Karlsson/Danne Amberin,Östergyllen RC, Ford Cortina Lotus
- Klass 5  Peter Carlsson/Kim Lennebris, Västerås MS, Opel Kadett Rallye
- Klass 6  Per Göransson/Roger Lindholm, Almunge MK, Ford Falcon
- Klass 7  Tojje Axelsson/Kenneth Breistål, Team Skogsåkarna, VW 1303S
- Klass 8  Janne Westlund/Maria Björk Svensson, MK Kopparberg, Opel Ascona
- Klass 9  Bengt Karlsson/Mattias Holm, Fagersta MK, Volvo 164
- Klass 10  Ingen startande
- Klass 11  Eddie Hörbing/Anette Åhman, SMK Karlskoga, Ford Escort
- Klass 12  Oskar Sundell/Joakim Söderqvist, Sandviken MK, Volvo 240
- Klass 13  Anders Söderberg/Lotta Strand, Botkyrka MK, Opel Kadett GSi
- Klass 14  Ingen startande
- 2022 Historic Rally: Per Göthberg / Andreas Svedberg / Porsche 911 Carrera
- 2021 Inställt på grund av Covid-19-pandemin[5]
- 2020 Inställt på grund av Covid-19-pandemin[3]
- 2019 Regularity Sport: Roger Andersson / Ros-Marie Andersson / Saab 96 V4
- Regularity Elite: Anders Grøttum / Jørn Grøttum (Norge) / Opel Kadett
- Historic Rally: Patrik Dybeck / Jonny Norling / Opel Kadett GSi
- 2018 Regularity Sport: Roger Andersson / Ros-Marie Andersson / Saab 96 V4
- Regularity Elite: Anders Grøttum / Jørn Grøttum (Norge) / Opel Kadett
- Historic Rally 4WD: Mats Jonsson / Anders Moberg / Mazda 323 4WD
- Historic Rally 2WD: Daniel Wall / Jeanette Kjäll / Volvo 240
- 2017 Regularity Sport: Bjørn Burum / Are Burum (Norge), KNA, Volvo 142
- Regularity Elite: Thorbjørn Bye / Oddvar Moland (Norge) / BMW 2002 tii
- Historic Rally: Mats Jonsson / Anders Moberg / Mazda 323 4WD
- 2016 Regularity Sport: Per Settergren / Martin Settergren / Triumph TR4
- Regularity Elite: Thorbjørn Bye/Oddvar Moland (Norge) / BMW 2002 tii
- Historic Rally: Kenneth Bäcklund / Jörgen Lundh / Ford Escort RS 1800
- 2015 Regularity Sport: Sture Svensson / Helena Svensson / Saab 96 V4
- Regularity Elite: Thorbjørn Bye / Oddvar Moland (Norge) / BMW 2002 tii
- Historic Rally: Arne Bäckström / Micke Ståhl / Audi quattro
- 2014 Regularity: Peter Carlsson / Markus Carlsson Saab 96 V4
- Historic:
- Klass A1 och A2: Ingen startande
- Klass A3: Ola Stokka/Lars Stokka, Volvo PV 544 Sport
- Klass B1: Ragnar Glav/Katja Glav, Saab Monte Carlo 850
- Klass B2: Hans-Åke Söderquist/Robin Sanell, BMC Cooper S
- Klass B3 Leif B Andersson/Rickard Forsell, Ford Cortina GT
- Klass B4: Thomas Johansson/Juha Limatainen, BMW 2002
- Klass B5: Bertil Molander/Claudia Vonwerk, Ford Mustang
- Klass C1: Ingen startande
- Klass C2: Kjell Fransson/Per-Olof Eriksson, VW 1303
- Klass C3: Martin Hagman/Jan Hagman, Ford Escort RS 1800
- Klass C4: Ingen startande
- Klass C5: Mats Myrsell/Åke Andersson, Porsche 911 RS
- Klass D1: Fredrik Lindelöf/Olof Lindelöf, Skoda 130 RS
- Klass D2: Janne Pettersson/Lasse Andersson, VW Golf GTi
- Klass D3: Kenneth Bäcklund/Jörgen Lundh, Ford Escort
- Klass D4: Patrik Sanell/Mattias Lönn, Porsche 911
- Klass E1, E2 och E3: Ingen startande
- Klass E4: Johans Bonnier/Calvin Cooledge, Porsche
- 2013 Regularity: Thorbjørn Bye / Oddvar Moland (Norge) / BMW 2002 tii
- Historic Rally: Jimmy Olsson / Conny Sundqvist / Volvo 240
- 2012 Regularity Klass 1: Peter Fixell / Ingrid Veiret / MGA
- Regularity Klass 2: Thorbjørn Bye / Oddvar Moland (Norge) / BMW 2002 tii
- Historic Rally: Tom Damberg / Lasse Savander / Volvo 164
- 2011 Regularity Klass 1: Douglas Kennborn / Berne Kennborn / Porsche 356 A Speedster
- Regularity Klass 2: Patrick Carlsson / Per-Jan RS Carlsson / Volvo 244
- Historic Rally: Kenny Bräck / Emil Axelsson / Ford Escort
- 2010 Regularity Klass 1: Bertil Trued / Uno Dahl / Saab 96 V4
- Regularity Klass 2: Penti-Juhani Hintikka / Kari Kuosmanen (Finland) / VW Typ 1 1303 S
- Historic Rally: Kenneth Bäcklund / Bengt-Arne Gustafsson / Ford Escort RS 1800
- 2009 Regularity Klass 1: Douglas Kennborn / Berne Kennborn / Porsche 356 A Speedster
- Regularity Klass 2: Per du Hane/ Oddvar Moland / Porsche 911
- Historic Rally: Stig Blomqvist / Leif Ahlin / Ford Escort RS 1800
- 2008 Regularity Klass 1: Douglas Kennborn / Berne Kennborn / Porsche 356 A Speedster
- Regularity Klass 2: Kjell Gudim / Tom A. Granli (Norge) / VW Typ 1 1303 S
- Historic Rally: Tony Jansson / Micke Lööv / Ford Escort Mk1
- 2007 Regularity Klass 1: Lars Håkansson / Per-Jan RS Carlsson / Porsche 911
- Regularity Klass 2: Walter Olofsson / Hans Sylvan / Saab 99 EMS
- Historic Rally: Björn Waldegård / Robert Jacobsson / Porsche 911 Carrera
- 2006 Regularity Klass 1: Douglas Kennborn / Berne Kennborn / Porsche 356 A Speedster
- Regularity Klass 2: Stefan Helin / Hans Sylvan / Saab 99 EMS
- Historic Rally: Tony Jansson / Bosse Eriksson / Ford Lotus Cortina

## Segrare Damklassen
Midnattssolsrallyt hade en Damklass under åren 1950-1964. I tävlingens nuvarande form återuppstod Damklassen under 2012 års tävling, då under namnet Ewy Rosqvists Pokal. Vandringspriset delas till bästa kvinnliga förare. Priset delas ut både i Historic och i Regularity.
Vinnare Damklass
- 1964: Sylvia Österberg/Siw Sabel, Volvo
- 1963: Sylvia Österberg/Inga-Lill Edenring, Volvo
- 1962: Ewy Rosqvist/Ursula Wirth, Mercedes
- 1961: Ewy Rosqvist/Anita Rosqvist-Borg, Volvo
- 1960: Ewy Rosqvist/Anita Rosqvist-Borg, Volvo
- 1959: Ewy Rosqvist/Anita Rosqvist-Borg, Volvo
- 1958: Greta Molander/Helga Lundberg, Saab
- 1957: Greta Molander/Helga Lundberg, Peugeot
- 1956: Cecilia Koskull/Monica Kjerstadius, Saab
- 1955: Greta Molander/Helga Lundberg, DKW
- 1954: Greta Molander/Helga Lundberg, DKW
- 1953: Greta Molander/Helga Lundberg, Saab
- 1952: Margareta Melin/Saga Björklund, Volvo
- 1951: Greta Molander/Helga Åhrberg-Lundberg, Saab
- 1950: Cecilia Koskull/Christina Peyron, Porsche

Vinnare Ewy Rosqvists Pokal (delas ut till bästa kvinnliga förare i klasserna Historic och Regularity Elite)
- 2023 Ingen kvinnlig förare detta år
- 2022 Historic: Lotta Lundqvist/Lotta Wennberg, MK Rimo, Opel.
- 2021 Inställt på grund av Covid-19-pandemin[5]
- 2020 Inställt på grund av Covid-19-pandemin[3]
- 2019 Historic: Lotta Lundqvist/Lotta Wennberg, MK Rimo, Opel. Regularity Elite: Torhild Hallre(N)/John Thoreby(N), NSK, VW
- 2018 Historic: Annie Seel/Chloe Jones(GB), KAK, Toyota. Regularity Elite: Torhild Hallre(N)/John Thoreby(N), NSK, VW
- 2017 Historic: (ingen kvinnlig förare detta år). Regularity Elite: Sibylla Gustafsson/Rolf Ax, Åtvidabergs MK, Saab
- 2016 Historic: Annie Seel/Catrine Näsmark, KAK, Toyota. Regularity Elite: Sibylla Gustafsson/Rolf Ax, Åtvidabergs MK, Saab
- 2015 Historic: (ingen kvinnlig förare detta år). Regularity Elite: Nina von Krusenstierna/Håkan Wikström, Kolsva MS, BMC
- 2014 Historic: Annie Seel/Catrine Näsmark, KAK, Toyota. Regularity Elite: Nina von Krusenstierna/Håkan Wikström, Kolsva MS, BMC
- 2013 Historic: Annie Seel/Marcus Sundh, KAK, Toyota. Regularity Elite: Nina von Krusenstierna/Håkan Wikström, Kolsva MS, BMC
- 2012 Historic: Annie Seel/Amelie Jakobsson, KAK, Toyota. Regularity Elite: Nina von Krusenstierna/Håkan Wikström, Kolsva MS, BMC